# Brockhall (Northamptonshire)
Cet article possède un paronyme, voir Brock Hall.
Brockhall est une paroisse civile et un village du Northamptonshire, en Angleterre.